# Hydrophor

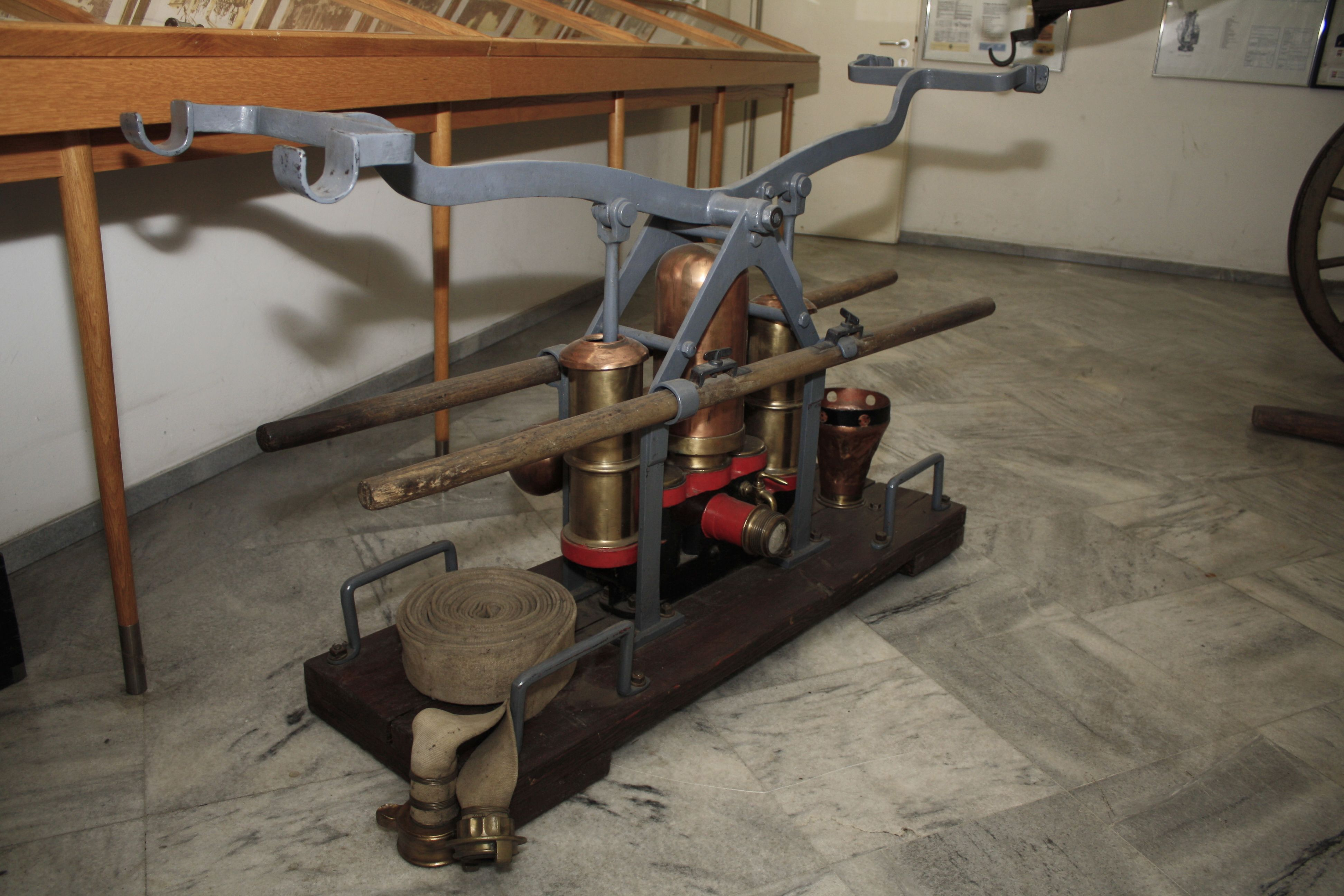
Kleiner tragbarer Hydrophor aus der Zeit um 1900

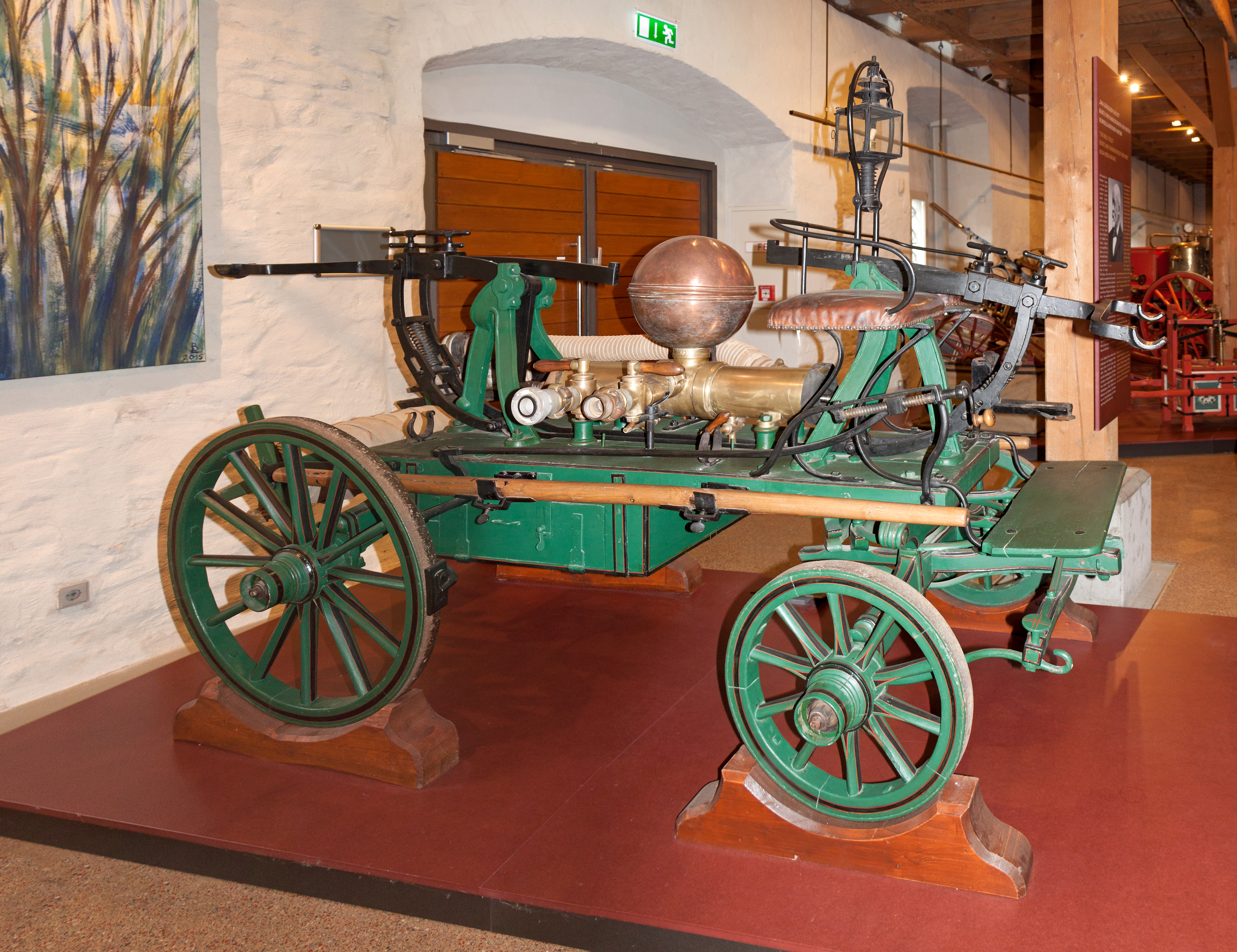
Pferdegezogener Hydrophor der Fa. Heinrich Kurtz, Stuttgart, 1890

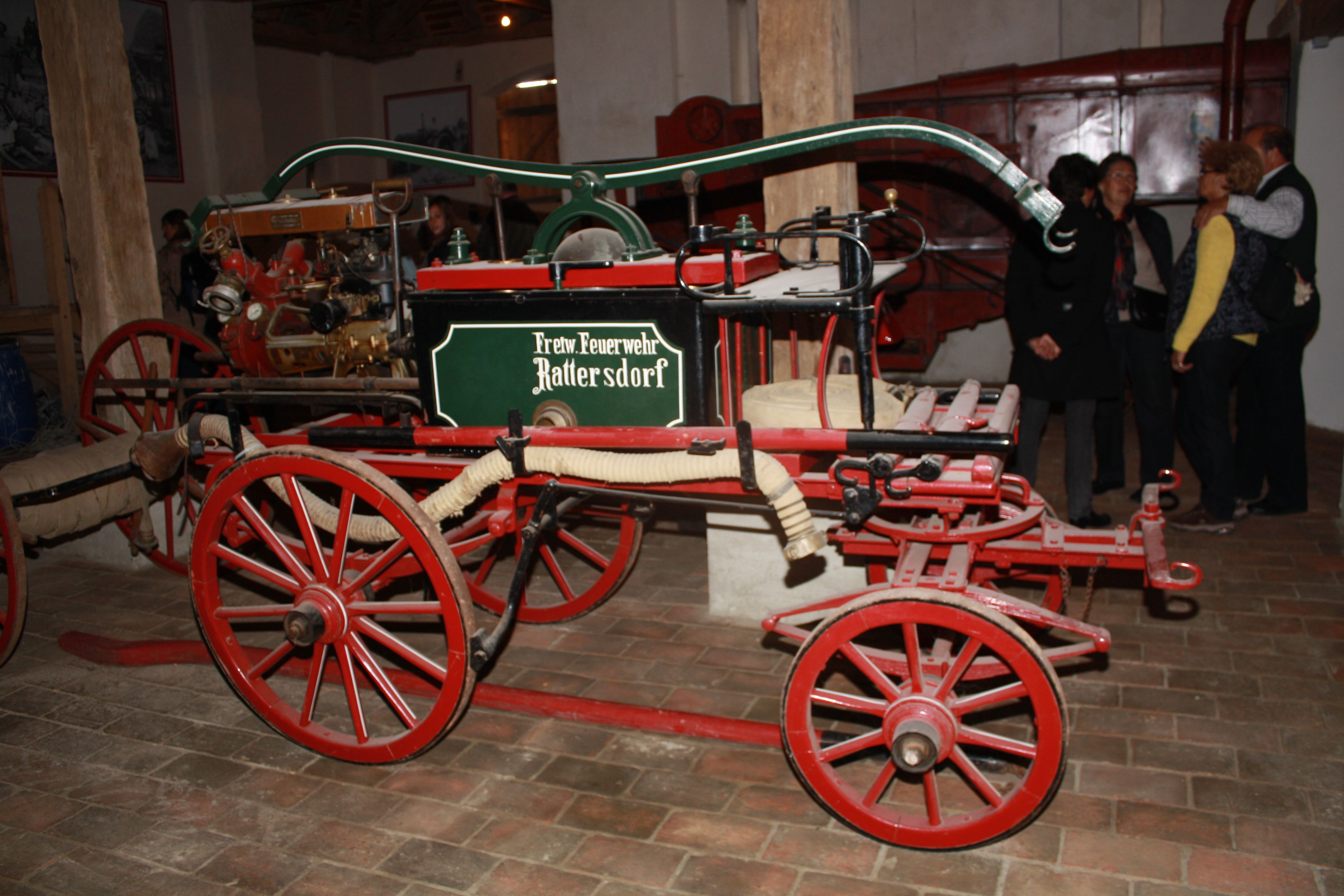
Pferdegezogener Hydrophor aus dem Jahr 1894, der später mit einer tragbaren Motorspritze ergänzt wurde

Ein Hydrophor war eine Pumpe, die im 19. und beginnenden 20. Jahrhundert von den Feuerwehren als Feuerlöschpumpe eingesetzt wurde. Sie wurden ab etwa 1830 eingesetzt.
Der Hydrophor war eine handbetriebene Kolbenpumpe mit einem Windkessel als Durckausgleichsbehälter. Der Name rührt von der Konstruktionsform einer Hydrophore her. Es gab die Hydrophore in verschiedenen Baugrößen, die von kleinen tragbaren Modellen bis zu großen von Pferden gezogenen Wagen reichte. Schon bei den kleinen Pumpen waren zur Bedienung vier Mann erforderlich.
Bedeutende Hersteller waren die Firmen Wm. Knaust in Wien, Kernreuter, Rosenbauer, Czermack, oder Union.
Eine billigere Variante einer Feuerlöschpumpe, den sogenannten Schlauch-Wasserzubringer, entwickelte Ferdinand Leitenberger um 1850. Um 1870 wurde die teurere Dampfspritze erfunden. 
Der Hydrophor blieb jedoch noch lange in Verwendung, wie man an dem im Jahr 1894 in Sopron gebauten Hydrophor erkennen kann. Dieser wurde von Pferden gezogen und hatte noch eine große Schlauchhaspel angehängt.